# Oggiogno
Oggiogno is een plaats (frazione) in de Italiaanse gemeente Cannero Riviera.